# Chlorissa obliterata
Chlorissa obliterata là một loài bướm đêm trong họ Geometridae.